# 高𡹘
高𡹘（1525年—1560年），小字應龍，字叔崇，號鶴池，湖廣安陸州京山縣軍籍鍾祥縣人，明朝政治人物。

## 生平
嘉靖二十二年（1543年）癸卯科湖廣鄉試第二名舉人，三十五年（1556年）中式丙辰科會試第三十一名，二甲第七十二名進士。兵部觀政，三十七年（1558年）授戶部主事，三十八年（1559年）督餉大同，歸省，未入京，改任兵部武庫司主事。三十九年（1560年）以病告歸，十月卒。

## 家族
曾祖高讓；祖父高鎮；父高節，教諭 封刑部主事。母李氏，贈安人。嚴侍下。妻魏氏。兄高岱（刑部郎中）、高崈，弟高嶨（貢士）。子高思誼，娶山東按察司經歷之女楊氏。女婿孫謀，陝西按察司副使孫鳴世子。